# Chaumont-la-Ville
Chaumont-la-Ville is een gemeente in het Franse departement Haute-Marne (regio Grand Est) en telt 112 inwoners (1999). De plaats maakt deel uit van het arrondissement Chaumont.

## Geografie
De oppervlakte van Chaumont-la-Ville bedraagt 11,0 km², de bevolkingsdichtheid is 10,2 inwoners per km².
De onderstaande kaart toont de ligging van Chaumont-la-Ville met de belangrijkste infrastructuur en aangrenzende gemeenten.

## Demografie
Onderstaande figuur toont het verloop van het inwonertal (bron: INSEE-tellingen).